# 他心問題
他心問題（英語：Problem of other minds），又稱他人心靈問題，哲學知識論中的一個傳統問題，由懷疑論提出。主要內容在於如何證明其他人與我們擁有相似的心靈。他心問題可以從兩個層面來看，一方面，如果我只能觀察到其他人的外顯行為，我要怎麼知道其他人也擁有心智？人類可以透過內省來確認自己擁有心智，但是只能觀察到其他人的外顯行為，由行為來推論其他人也擁有內在心智，不能直接觀察到其他人的心智。另一方面，假設其他人有心智，我們又如何透過觀察別人的外在表現來知道其他人的心智和我們的一樣？
自二十世紀以來，哲學家們對於他心問題提出了各式各樣可能的解決方法，然而目前似乎還沒有一個所有人都接受的看法。

## 歷史
他心問題在哲學上受到重視是源自於约翰·斯图尔特·密尔於其著作An Examination of Sir William Hamilton’s Philosophy內提出了他心問題的類比論證，在他之前，大部分哲學家（如托马斯·里德）認為其他人有心靈是一件自我證成且先驗的事情。然而到了二十世紀中葉，由於類比論證在邏輯上似乎不可被檢驗的，且樣本僅僅只來自於自己，此論證在哲學上逐漸不被哲學家們所接受，之後包含A．J．艾耶爾、伯特兰·罗素、路德维希·维特根斯坦在內的多名哲學家都有對他心問題提出解決方法及論證，關於他心問題的討論也漸漸從懷疑論轉變成對心靈概念的探討，但直到目前為止仍然沒有一個被大家所信服的觀點。

## 重要性
在哲學上，他心問題背後蘊含了懷疑論與唯我論的概念，透過討論他心問題哲學家們對於這些論點有更全面的理解，也促進了心靈哲學與知識論的許多論點的產生。

## 哲學論據
在主觀直覺上，人類傾向於相信其他人皆擁有與我類似的心智。最常用來支持這個論點的，是彌爾的類比論證（argument from analogy），這個論證的推理過程如下：
- 前提一 我的行為有一些模式可以回應外來的刺激，而這種模式可以表明我具有某種心靈狀態（例如：被燙傷的時候而哭出來代表我內心很痛苦）
- 前提二 其他人受到相同的外在刺激時表現出相似的行為模式
- 結論：那些人和我有相似的心靈狀態，也因此和我一樣的有心靈。

類比論證的第一個問題在於，此論證使用的是歸納法而不是演繹法，相對於演繹推理，歸納推理達成的結論並非必然與最初的假定有相同的確定程度，有可能出現前提為真然而結論為假的狀況。
類比論證存在的第二個問題在於其並不具有足夠有效的證據，我們可以考慮以下論證：
- 前提一 盒子甲是咖啡色的且其中有一本書。
- 前提二 盒子乙丙丁是咖啡色的。
- 結論：乙丙丁中都有一本書

這樣的結論很明顯是有問題的，基於單一個例去進行的類比論證通常可信度較低，且由此推論得出的信念恐怕很難說是被證成的。
路德维希·维特根斯坦也曾提出私有語言論證（private language argument），這個論證認為，因為其他人也理解共同語言，語言不是我個人私有，所以其他人也擁有心智。